# Ункастильйо
Ункастильйо (ісп. Uncastillo) — муніципалітет в Іспанії, у складі автономної спільноти Арагон, у провінції Сарагоса. Населення — 781 особа (2010).
Муніципалітет розташований на відстані близько 300 км на північний схід від Мадрида, 80 км на північ від Сарагоси.

## Демографія
Динаміка населення (INE ):